# Percy Montgomery
Percival Colin "Percy" Montgomery, född 15 mars 1974 i Walvis Bay, Kapprovinsen, Sydafrika (numera Walvis Bay, Namibia), var en sydafrikansk rugbyspelare för Sydafrikas herrlandslag i rugby union. Han har gjort såväl flest landskamper som flest poäng i Sydafrika.
Under världscupen 2007 gjorde Montgomery flest poäng.